# Oltre le sbarre
Oltre le sbarre  è un film del 1984 diretto da Uri Barbash. Fu candidato all'Oscar al miglior film straniero.
Proiettato al Festival Internazionale del Cinema di Venezia nel 1984, vi ha ottenuto il Premio della Settimana internazionale della critica.

## Trama
Il film è ambientato in un carcere di massima sicurezza, dove i detenuti ebrei e arabi sono guidati rispettivamente dal rapinatore Uri e dal terrorista Issan. Inizialmente il direttore del carcere cerca di mettere i due gruppi l'uno contro l'altro, finché questi non decideranno di mettere in atto uno sciopero della fame e di compiere dei sacrifici per portare giustizia per tutti.